# Saint-Aubin-des-Bois (Eure-et-Loir)
Saint-Aubin-des-Bois – miejscowość i gmina we Francji, w Regionie Centralnym, w departamencie Eure-et-Loir.
Według danych na rok 1990 gminę zamieszkiwało 868 osób, a gęstość zaludnienia wynosiła 48 osób/km² (wśród 1842 gmin Regionu Centralnego Saint-Aubin-des-Bois plasuje się na 456. miejscu pod względem liczby ludności, natomiast pod względem powierzchni na miejscu 742.).